# ابن دمینه
عبدالله خثعمی شهرت‌یافته از نام مادرش به ابن دُمَیْنه (؟-۷۹۶م) شاعر عربی در سدهٔ دوم هجری بود. او را از شاعران مخضرم می‌دانند، چرا که در روزگار عباسی به ویژگی‌های شعر اموی می‌سرود. دیوان اشعارش توسط ابوالعباس ثعلب جمع‌آوری شد. 